# Regierungsbezirk Alsfeld
Der Regierungsbezirk Alsfeld war zwischen 1848 und 1852 ein Regierungsbezirk im Großherzogtum Hessen.

## Geschichte
Die Revolution von 1848 im Großherzogtum Hessen führte auch zu einer Verwaltungsreform, weil die bis dahin bestehenden mittleren Verwaltungsebenen, Kreis und Provinz, von den Bürgern in erster Linie als Instrumente staatlicher Unterdrückung wahrgenommen wurden. Diese wurden abgeschafft und durch zehn Regierungsbezirke (ab 1850: elf) ersetzt. Die neue Struktur trat zum 21. August 1848 in Kraft.
Der Regierungsbezirk Alsfeld war einer der fünf neuen Regierungsbezirke im Bereich der ehemaligen Provinz Oberhessen. Er bestand aus insgesamt 138 Gemeinden und wurde aus dem bisherigen Kreis Alsfeld, Orten des vormaligen Gerichts Felda (Groß- und Klein-Felda, Helpershain, Kestrich, Köddingen, Meiches, Stumpertenrod, Windhausen) und dem Landratsbezirk Lauterbach gebildet. Der Landratsbezirk Lauterbach war aus einer vorhergehenden Phase der Gebietsorganisation des Großherzogtums verblieben, weil hier die Familie Riedesel Rechte ähnlich einer Standesherrschaft innehatte. Diese Sonderrechte wurden nun auch abgeschafft.
Nach dem Sieg der Reaktion wurde der Regierungsbezirk Alsfeld 1852 wieder aufgelöst und der Kreis Alsfeld wieder hergestellt. Die dem Staat im Zuge der Revolution anheimgefallenen Rechte der Familie Riedesel behielt er aber ein.

## Regierungskommission
Die Regierungskommission des Regierungspräsidiums Alsfeld wurde gebildet aus:
- Christoph Hoffmann, zuletzt Landrat des standesherrlichen Landratsbezirks Breuberg, als leitender Beamter (Dirigent)
- Wilhelm Fröhlich, zuletzt Landrat des Kreises Lauterbach
- Ludwig Strecker, zuletzt Akzessist am Hofgericht Darmstadt